# Kanton Envermeu
Kanton Envermeu is een voormalig kanton van het Franse departement Seine-Maritime. Het kanton maakte deel uit van het arrondissement Dieppe. Het werd opgeheven bij decreet van 27 februari 2014 met uitwerking in maart 2015.

## Gemeenten
Het kanton Envermeu omvatte de volgende gemeenten:
- Assigny
- Auquemesnil
- Avesnes-en-Val
- Bailly-en-Rivière
- Bellengreville
- Biville-sur-Mer
- Brunville
- Dampierre-Saint-Nicolas
- Douvrend
- Envermeu (hoofdplaats)
- Freulleville
- Glicourt
- Gouchaupre
- Greny
- Guilmécourt
- Les Ifs
- Intraville
- Meulers
- Notre-Dame-d'Aliermont
- Penly
- Ricarville-du-Val
- Saint-Aubin-le-Cauf
- Saint-Jacques-d'Aliermont
- Saint-Martin-en-Campagne
- Saint-Nicolas-d'Aliermont
- Saint-Ouen-sous-Bailly
- Saint-Quentin-au-Bosc
- Saint-Vaast-d'Équiqueville
- Sauchay
- Tourville-la-Chapelle